# Szczawnik (1052 m)
Szczawnik – zalesiony szczyt o wysokości 1052 m n.p.m. w Bieszczadach Zachodnich.